# كريستوفر كولومبوس هاريس
كريستوفر كولومبوس هاريس هو محامي وسياسي أمريكي، ولد في 28 يناير 1842 في مقاطعة لورنس في الولايات المتحدة، وتوفي في 28 ديسمبر 1935 في ديكاتور في الولايات المتحدة. نشط حزبياً في الحزب الديمقراطي. وقد انتخب عضو مجلس نواب ألاباما ‏ وانتخب عضو مجلس النواب الأمريكي ‏.